# 宮地正人
宮地 正人（みやち まさと、1944年1月17日 - ）は、日本の歴史家。東京大学名誉教授。前国立歴史民俗博物館館長。九条の会賛同者。専門は日本近代史。福岡県久留米市出身。

## 経歴
- 1962年3月 東京都立日比谷高校卒業[1]
- 1966年3月 東京大学文学部国史学科卒業[1]
- 1968年 文学修士取得
- 1971年3月 東京大学大学院人文科学研究科国史学専攻博士課程中途退学[1]
- 1971年4月 東京大学文学部国史学科助手[1]
- 1973年4月 東京大学史料編纂所入所[1]
- 1982年4月 東京大学史料編纂所助教授[1]
- 1989年8月 東京大学史料編纂所教授[1]
- 1995年4月 東京大学史料編纂所所長（～1997年）[1]
- 2001年9月 国立歴史民俗博物館館長（第5代、佐原真の後任）[1]
- 2005年8月 退職[1]

## 人物・活動

### 左派系史観
左派系歴史学者として知られ、歴史学研究会編集長、歴史科学協議会代表委員、日本歴史学協会学問思想の自由・建国記念の日問題特別委員長などを務めた。国旗国歌法、新しい歴史教科書をつくる会の教科書、沖縄戦集団自決の教科書記述削除などに反対するアピールや要望書に名を連ねてきた。
九条の会賛同者。植民地支配の完全な清算と歴史認識の共有をめざす「併合」100年日本委員会呼びかけ人でもある。

### ペリーの白旗書簡論争
新しい歴史教科書をつくる会の教科書が最初に検定に合格した直後の2001年6月20日、歴史学研究会、歴史科学協議会、歴史教育者協議会など21団体が「『新しい歴史教科書』が教育の場に持ち込まれることに反対する緊急アピール」を発表。記者会見に出席した宮地は、同教科書に掲載されている、幕末にペリーが来航した際に白旗と「開国要求を認めないならば武力に訴える」「降参というときにはこの白旗を押し立てよ」と書かれた手紙を渡した―とするコラムについて「ペリーの手紙なるものは、明々白々の偽文書である」と批判した。その後、『UP』（東京大学出版会）や『歴史評論』（校倉書房）、『歴史学研究』（歴史学研究会）でも同様の趣旨の論文を発表した。
これに対し当時日本大学教授の秦郁彦は『諸君!』2002年2月号で、偽文書であるというのは説得力に乏しいと批判したが、多くの反論がなされている。

## 主な著書

### 単著
- 『日露戦後政治史の研究』（東京大学出版会、1973年）
- 『幕末維新風雲通信』 （東京大学出版会、1978年）
- 『天皇制の政治史的研究』（校倉書房、1981年）
- 『国際政治下の近代日本』（山川出版社、1987年）
- 『幕末維新期の文化と情報』（名著刊行会、1994年）
- 『幕末維新期の社会的政治史研究』（岩波書店、1999年）
- 『歴史のなかの新撰組』（岩波書店、2004年／岩波現代文庫、2017年）
- 『通史の方法』（名著刊行会、2010年）
- 『幕末維新変革史』（岩波書店、2012年／岩波現代文庫、2018年）
- 『歴史のなかの『夜明け前』――平田国学の幕末維新』（吉川弘文館、2015年）
- 『土方歳三と榎本武揚――幕臣たちの戊辰・箱館戦争(日本史リブレット人)』（山川出版社、2018年）
- 『幕末維新像の新展開――明治維新とは何であったか』（花伝社、2018年）
- 『天皇制と歴史学―― 史学史的分析から (“本の泉社”転換期から学ぶ歴史書シリーズ) 』（本の泉社、2019年）

### 共著
- （坂野潤治共編）『日本近代史における転換期の研究』（山川出版社、1985年）
- 『徹底批判『国民の歴史』』（大月書店、2000年）
- 『新日本史Ｂ』（桐原書店、2004年）
- 『日本近現代史を読む』（新日本出版社、2010年）

## 主な論文
- 「今日の反動化における靖国問題の位置」（『歴史評論』1981年2月号）
- 「廃藩置県の政治過程――維新政府の崩壊と藩閥権力の成立」『日本近代史における転換期の研究』（山川出版社、1985年）所収
- 「天皇制ファシズムとそのイデオローグたち（『季刊科学と思想』1990年4月号）
- 「歴史研究者からみた検定意見に対する方法論的批判」（『教科書裁判（第三次訴訟控訴審）の証言「意見書」』1992年）